# یاری ایلولا
یاری ایلولا (فنلاندی: Jari Ilola؛ زادهٔ ۲۴ نوامبر ۱۹۷۸) بازیکن فوتبال اهل فنلاند بود.
از باشگاه‌هایی که در آن بازی کرده‌است می‌توان به باشگاه فوتبال هلسینکی، باشگاه فوتبال رووانیمی پالوسئورا، و باشگاه فوتبال الفسبورگ اشاره کرد.
وی همچنین در تیم ملی فوتبال فنلاند بازی کرده‌است.